# Арутани
Арутани (Aoaqui, Arutani, Auake, Auaqué, Awake, Awaké, Oewaku, Orotani, Uruak, Urutani) - почти исчезнувший индейский язык, на котором говорит народ ауаке, который проживает на территории штата Рорайма в Бразилии, а также на истоках рек Параква и Урарикаа (ниже территории реки Карум) штата Боливар в Венесуэле. Арутани является одним из плохо изученных существующих языков Южной Америки и, возможно, является изолированным языком.